# Myriozoella costata
Myriozoella costata är en mossdjursart som beskrevs av Kluge MS in Androsova 1958. Myriozoella costata ingår i släktet Myriozoella och familjen Myriaporidae. Inga underarter finns listade i Catalogue of Life.